# Лицей гуманитарных наук
Лицей гуманитарных наук (ЛГН) — общеобразовательное учреждение города Саратова, основанное в 1995 году.

## История
1 сентября 1995 года открылось муниципальное автономное общеобразовательное учреждение «Лицей гуманитарных наук».
1 июня 2022 года стало известно, что администрация Саратова решила передать ЛГН вместе с физико-техническим лицеем № 1 и гимназией № 1 на районный уровень, из-за чего педагоги и родители учеников этих школ обратились к врио губернатора Саратовской области Роману Бусаргину с просьбой отменить решение. Тот раскритиковал мэрию и поддержал родителей, согласившись, что передача учреждений на районный уровень «может привести к хроническому недофинансированию и вытекающим из этого проблемам». В итоге Бусаргин, учителя и родители решили передать эти школы на областной уровень. К августу ЛГН официально стал государственным автономным общеобразовательным учреждением Саратовской области «Лицей гуманитарных наук».

## Учебный процесс
Миссией ЛГН провозглашается «формирование высоконравственной интеллектуальной творческой личности в условиях гуманизации образования, обладающей ключевыми компетенциями, обеспечивающими её успешную социализацию в динамичном информационном обществе, способностью к самообразованию и саморазвитию». В 2021 учебном году в лицее обучались 688—715 человек в 26 классах (1—11 классы). В 8—9 классах проводятся предпрофильная подготовка и углублённое изучение
английского языка. В 10—11 классах реализуются программы базового и углублённого уровня в соответствии с выбранным профилем обучения по иностранным языкам, истории, праву, биологии, химии, профильной или базовой математике, физике и информатике. В ЛГН работают 48 учителей, из которых 17 имеют высшую категорию, 26 — первую категорию, 3 — звание «Заслуженный учитель Российской Федерации». С 2019 по 2021 годы из стен лицея вышли 15 медалистов.

## Руководство
Директор ЛГН — Ольга Викторовна Суровова. Коллегиальными органами управления являются наблюдательный совет, общее собрание трудового коллектива и педагогический совет.

## Достижения
По итогам ЕГЭ 2010 года лицей гуманитарных наук попал в число лучших школ Саратова. По среднему баллу по математике он занял семнадцатое место, по русскому языку — шестое. В 2013 году «РИА Новости» составило всероссийский рейтинг школ повышенного уровня, в котором ЛГН занял 125-е место из 940. В 2014 году он вошёл в список 500 лучших школ России по версии Московского центра непрерывного математического образования. В 2020 и 2022 годах RAEX относило лицей к 10 лучшим школам области по количеству выпускников, поступивших в ведущие вузы страны.